# Harrogate (Tennessee)
Harrogate è un comune degli Stati Uniti d'America, situato nello Stato del Tennessee, nella Contea di Claiborne.